# روان‌شناسی مرضی تحولی از کودکی تا نوجوانی
روان‌شناسی مرضی تحولی از کودکی تا نوجوانی کتابی از پریرخ دادستان است که در سال ۱۳۷۰ منتشر و در مراسم کتاب سال جمهوری اسلامی ایران به‌عنوان کتاب برگزیده معرفی شد.